# Sunrise in Eden
Sunrise in Eden je první album od rakouské kapely Edenbridge.

## Seznam skladeb
1. „Cheyenne Spirit“ — 5:35
2. „Sunrise in Eden“ — 8:31
3. „Forever Shine O“n — 5:03
4. „Holy Fire“ — 4:48
5. „Wings of the Wind“ — 5:05
6. „In The Rain“ — 4:29
7. „Midnight At Noon“ — 4:11
8. „Take Me Back“ — 4:15
9. „My Last Step Beyond“ — 10:44